# 屋比久知奈
屋比久 知奈（やびく ともな、1994年6月6日 - ）は、日本のミュージカル女優、声優、歌手。
沖縄県沖縄市出身。琉球大学法文学部国際言語文化学科英語文化専攻卒業。ビクターミュージックアーツ所属。2017年3月10日に日本公開されたディズニー映画『モアナと伝説の海』で主人公モアナの吹き替えに抜擢されデビュー。

## 略歴
1994年6月6日、沖縄県沖縄市に生まれる。母親がバレエの先生だったことから、4歳からバレエを始める。
沖縄県立コザ高等学校卒業後、好きな英語を使う仕事がしたいと琉球大学法文学部国際言語文化学科英語文化専攻へ進学。大学在学中、同専攻の授業で2年時に取り組んだ英語ミュージカル『フットルース』でヒロインを演じる。担当教員に推されて映画演劇文化協会のミュージカル『H12』のオーディションを受け合格し、東京公演・沖縄公演に出演する。『H12』のプロデューサーの勧めで、2016年5月に帝国劇場で開催された「全国拡大版ミュージカル・ワークショップ『集まれ!ミュージカルのど自慢』」に出場し、応募総数2000組の中から最優秀賞を獲得する。その様子を見ていたプロデューサーにより「ダイヤモンドの原石だ」として即日でスカウトされ、これを機にビクターミュージックアーツへ所属する。
2016年夏には『モアナと伝説の海』のオーディションを受け、主人公のモアナ役の声優に抜擢され、翌2017年3月日本公開の同作でデビュー。歌手として劇中歌の日本語吹き替え版も歌っている。映画の日本公開後に琉球大学を卒業し、同年4月から上京する。上京後の初舞台は2018年6月に渡辺えり率いるオフィス3○○（さんじゅうまる）40周年記念公演『肉の海』で主役を演じた。また2018年10月からは『タイタニック』で上京後に初めてとなるミュージカル出演を行う。2019年にはオーディションを経て『レ・ミゼラブル』にエポニーヌ役で帝国劇場の舞台に出演した。

## 人物
身長は153cm、体重は40kg。スリーサイズはB75cm、W54cm、H83cm。靴のサイズは23.5cm。
声域はBelting G→E。
趣味は読書。
特技は英会話（TOEICのスコアは915点）、クラシックバレエ（レッスン歴：4歳 - 、指導歴：20歳 - ）。
保有資格は普通第一種自動車免許。
友人に上白石萌音がいる。ミュージカルで共演した。2人の相手役を務めた井上芳雄からは、「ミュージカル史上、一番仲が良い」と言われている。

## 出演
主演作品は役名を太字で表示

### 舞台
- H12（2015年）
- 肉の海（2018年6月7日 - 17日、オフォス3〇〇40周年記念公演） - 主演・美希子 役、シン・アリス 役（二役）[8]
- タイタニック（2018年10月1日 - 10月13日） - ケイト・マーフィー 役
- レ・ミゼラブル - エポニーヌ 役
  - レ・ミゼラブル（2019年 - 2021年） - エポニーヌ 役[9][10]（昆夏美、唯月ふうか、生田絵梨花 とのトリプルキャスト）[12]
  - レ・ミゼラブル（2024年 - 2025年） - エポニーヌ 役[13]（清水美依紗、ルミーナとのトリプルキャスト）
- シスター・アクト〜天使にラブ・ソングを〜（2019年）- シスター・メアリー・ロバート 役
- ミス・サイゴン（2020年）-  キム役 - 新型コロナウィルスの流行により全公演中止
- ミュージカル『NINE』（2020年） -  サラギーナ 役
- 屋根の上のヴァイオリン弾き（2021年）- 三女・チャヴァ 役
- ミュージカル『GREASE』（2021年）- サンディ役
- ミュージカル『next to normal』（2022年3月25日-4月17日）- ナタリー・グッドマン 役 (昆夏美とチーム制Wキャスト)
- ミス・サイゴン（2022年）-  キム役 (高畑充希、昆夏美とのトリプルキャスト)
- ジェーン・エア（2023年）- 主演・ジェーン・エア & ヘレン・バーンズ 役（上白石萌音と役替わりのWキャスト） [14]
- ひげよ、さらば（2023年） - 星からきた猫 役
- TOHO MUSICAL LAB.『わたしを、褒めて』（2023年）[15]
- カウントダウン ミュージカルコンサート 2023-2024（2023年公演予定）[16]
- ミュージカル『Play a Life』（2024年）[17]
  - ミュージカル『Play a Life 10周年記念公演』（2025年）[18]
- ミュージカル『VIOLET』（2024年） - 主演・ヴァイオレット 役（三浦透子とWキャスト）[19]
- ミュージカル『三銃士』（2024年） - コンスタンス 役[20]
- CONCERT『THE BEST New HISTORY COMING』（2025年）[21][22]
- モーリー・イェストン生誕80周年記念コンサート『Life's A Joy! Life Goes On!!』with 20years of Gratitude from Umeda Arts Theater（2025年）[23]
- I LOVE MUSICAL 2025〜この曲をあなたへ〜（2025年公演予定）[24]
- ミュージカル『白爪草』（2026年公演予定） - 蒼 役[25]
- MOJOプロジェクト-Musicals of Japan Origin project- 第2弾 ミュージカル『どろんぱ』（2026年公演予定） - 爽子 役[26]

### 映画吹き替え
- モアナと伝説の海（2017年） - 主演・ モアナ・ワイアリキ 役
- シュガー・ラッシュ:オンライン（2018年） - モアナ・ワイアリキ 役[27]
- LEGO ディズニープリンセス:お城の冒険（2023年） - モアナ・ワイアリキ 役
- ウィッシュ（2023年）[28]
- モアナと伝説の海2（2024年） - 主演・モアナ・ワイアリキ 役[29]

## ディスコグラフィ

### シングル
- Live Your Story 〜私だけの物語（ストーリー） (日本語バージョン) （2018年10月11日配信、ユニバーサルミュージック）[30][31]
- dawn on you（2019年9月11日配信、ビクターエンタテインメント）[注 1]

### 参加作品
- 日比谷ブロードウェイ『雨が止んだら』（2025年5月28日、日本コロムビア）